# Unterausschuss Neue Medien

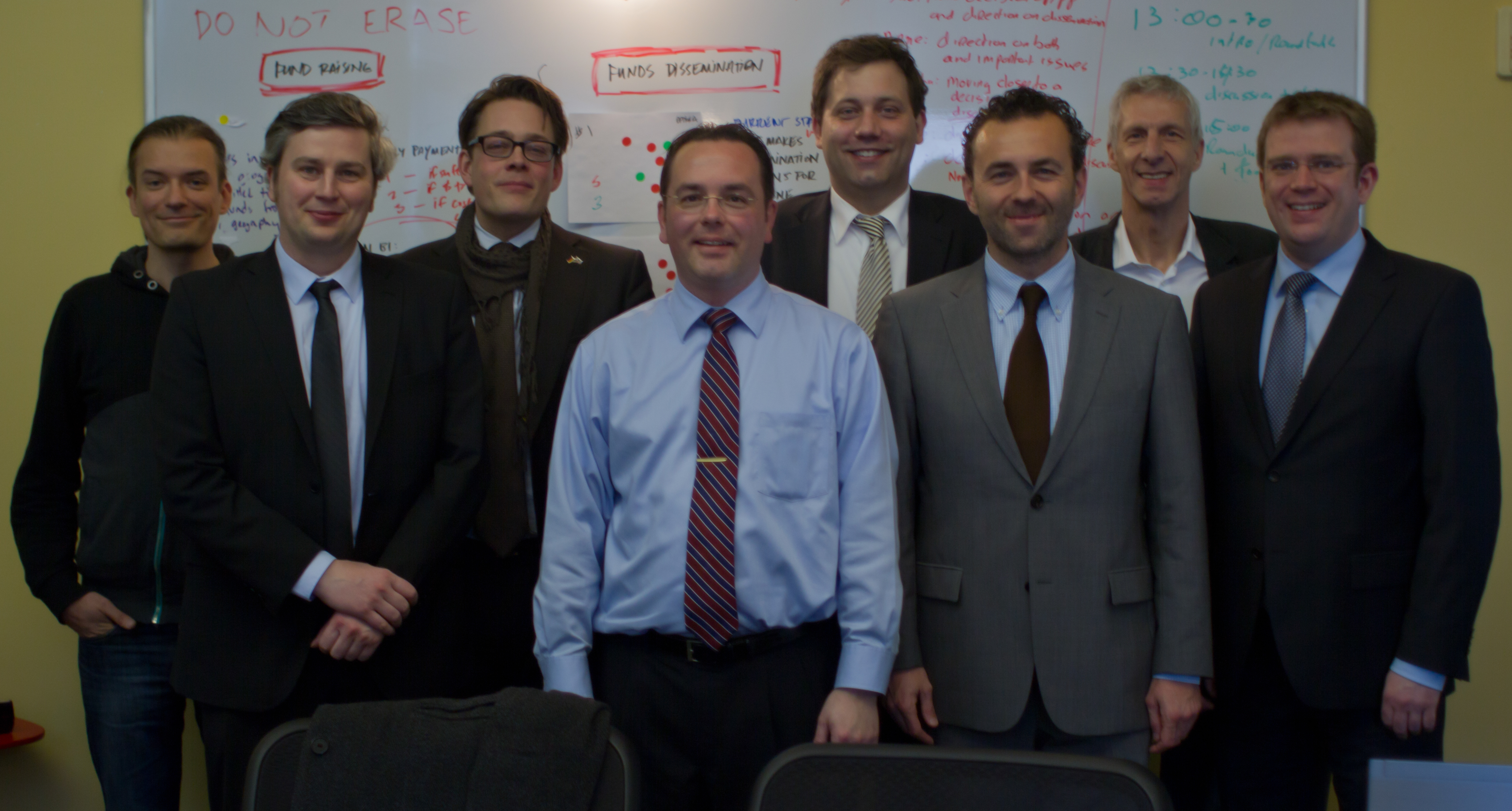
Mitglieder des Unterausschusses Neue Medien des deutschen Bundestages im Büro der Wikimedia Foundation, 13. Februar 2012

Der Unterausschuss Neue Medien war ein Unterausschuss beim ständigen Ausschuss für Kultur und Medien des Deutschen Bundestages. Der Unterausschuss beschäftigte sich mit Fragen zu den Auswirkungen moderner Informations- und Kommunikationstechnologien auf Gesellschaft und Kultur. Er arbeitete über einen Zeitraum von vier Wahlperioden und wurde erstmals 1998 vom Deutschen Bundestag eingesetzt.

## Aufgaben
Die wesentliche Aufgabe des Unterausschusses Neue Medien bestand darin, sich parteiübergreifend mit den dynamischen Entwicklungen der Gesellschaft durch die modernen Informations- und Kommunikationstechnologien auseinanderzusetzen und deren politische, rechtliche, technische und gesellschaftliche Konsequenzen zu beobachten und zu begleiten. Im Mittelpunkt standen dabei unter anderem Fragen nach möglichen Einflüssen moderner Informations- und Kommunikationstechnologien auf den Datenschutz und die Datensicherheit, die Informationsfreiheit, den Jugendschutz oder den Verbraucherschutz sowie das Urheberrecht. Die Arbeit des Ausschusses betraf sowohl die Medien- und Kommunikationspolitik, als auch die Kultur- und Gesellschaftspolitik, sowie in Teilen die Wirtschafts- und Strukturpolitik.
Aufgrund der Empfehlung durch die Enquete-Kommission Internet und digitale Gesellschaft einen ständigen Ausschuss beim Deutschen Bundestag einzurichten, der sich ausschließlich und dauerhaft mit den Auswirkungen der Digitalisierung und der Bearbeitung netzpolitischer Fragen und Themen beschäftigt, ist der Unterausschuss Neue Medien durch die Einrichtung des ständigen Ausschusses Digitale Agenda abgelöst worden.

## Ehemalige Mitglieder
Dem Unterausschuss Neue Medien gehörten je nach Wahlperiode zwischen neun und 13  parteiübergreifende Mitglieder an, die meist Mitglieder des Ausschusses für Kultur und Medien, aber auch Mitglieder anderer Ausschüsse waren. Zu den letzten aktiven Mitgliedern des Unterausschusses gehörten während der 17. Wahlperiode: 
1. Sebastian Blumenthal (FDP) (Vorsitzender)
2. Reinhard Brandl (CSU)
3. Thomas Jarzombek (CDU)
4. Tankred Schipanski (CDU)
5. Johannes Selle (CDU)
6. Marco Wanderwitz (CDU) *)
7. Martin Dörmann (SPD)
8. Lars Klingbeil (SPD) *)
9. Brigitte Zypries (SPD)
10. Jimmy Schulz (FDP) *)
11. Herbert Behrens (Die Linke) *) (stellv. Vorsitzender)
12. Petra Sitte (Die Linke)
13. Tabea Rößner (Bündnis 90/Die Grünen) *)

 *) Obleute